# Hulk 2099
Hulk 2099, il cui vero nome è John Eisenhart, è un personaggio immaginario dei fumetti, creato da Gerard Jones (testi) e Dwayne Turner (disegni) nel 1993, pubblicato dalla Marvel Comics per la linea editoriale Marvel 2099 e, come numerosi altri personaggi prodotti per la linea, rappresenta la reinterpretazione, ambientata nel futuro, del suo omonimo della continuità classica; il personaggio ha una personalità simile a quella di Hulk amplificando a dismisura alcuni aspetti; anche le origini sono simili, in quanto anche qui il personaggio nasce a seguito di un esperimento come quello che trasformò Bruce Banner nel primo Hulk ma, invece di un incidente, l'esperimento è avvenuto apposta, da parte di un gruppo di adoratori del primo Hulk: i Kights of the Banner.

## Biografia del personaggio

### Origini
John Eisenhart era un produttore di Lotus Land, ovvero la Hollywood del futuro. Volendo fare uno show sui Knights of the Banner (in riferimento al noto scienziato, nonché primo Hulk, Robert "Bruce" Banner) e visto il rifiuto di questi, i superiori di Eisenhart decidono di sterminare i cavalieri di Banner e fare comunque lo show. Eisenhart compreso l'errore, cerca di rimediare ma i cavalieri di Banner vengono sterminati, tranne il più giovane tra loro, Gawain.
Quest'ultimo, scampato alla morte dei suoi fratelli, grazie al loro tesoro più prezioso, un'arma a raggi gamma vuole uccidere i soldati invasori, ma viene bloccato da Eisenhart che teme per la vita del ragazzo. Purtroppo la macchina è già in funzione e colpisce a piena potenza l'uomo, trasformandolo nel nuovo Hulk.
Il risultato è un Hulk ancora più spaventoso del precedente, dall'aspetto simile ad un dinosauro verde e con una lingua estensibile molto simile a quella di Venom. Al momento della sua nascita, sconfigge tutto l'esercito invasore ma non riesce a salvare Gawain; quest'ultimo, infatti, viene rapito da Draco, un androide.
Dopo molte avventure alla ricerca del ragazzo, quando sta finalmente per liberarlo, Gawain viene ucciso da Draco.
Da quel momento il nuovo Hulk inizia una dura lotta contro mostri come Draco, mettendosi a completa difesa della razza umana. In seguito, John riesce a rubare un potente dispositivo, molto simile a quello utilizzato per farlo trasformare in Hulk, al presidente degli Stati Uniti Victor Von Doom. Il gesto provoca conseguenze disastrose e in città scoppia un violentissimo terremoto. Hulk riesce a sopravvivere al terremoto, ma dopo essersi ritrasformato in John, viene ucciso dall'organizzazione denominata S.H.I.E.L.D..

### Exiles
Quando gli Exiles tentando di fermare Proteus, un essere alla ricerca di un corpo perfetto (il suo si stava deteriorando a causa della sua mutazione), arrivano in un momento del passato di John antecedente alla sua morte per mano dello S.H.I.E.L.D..
Durante quest'arco, Hulk 2099 viene controllato da Proteus che riesce a raggiungere la Terra e ad impossessarsi brevemente del suo corpo. La forza di Hulk, permette a Proteus di sconfiggere e smascherare l'Uomo Ragno 2099 (in Exiles n.75-77).
Anche se fisicamente potente, Proteus non è riuscito a controllare perfettamente Hulk 2099 ed è stato costretto ben presto ad abbandonare il corpo del mostro verde per poi trasferirsi in Morph di un universo alternativo.

## Caratteristiche
Il nuovo Hulk presenta un aspetto ed una personalità molto differente dall'Hulk classico. Innanzitutto presenta un aspetto ancora più minaccioso del primo Hulk (anche se rimane verde come la sua controparte classica) e non sembra avere niente di umano nell'aspetto (assomiglia, infatti, ad una specie di dinosauro con artigli ed una lingua estensibile che ricorda quella posseduta da Venom). Inoltre possiede delle escrescenze ossee sulla spina dorsale, peluria sulla schiena e degli artigli molto affilati.
La personalità del nuovo Hulk è molto simile a quella del suo alter ego John. Infatti John mantiene invariata la sua intelligenza anche dopo la trasformazione. Riesce quindi a controllare Hulk e ad usarlo per salvare la Terra dalle varie minacce.
Per quanto riguarda la figura di John Eisenhart, esso è completamente diverso dal timido, insicuro e nevrotico scienziato Bruce Banner. Il primo è un uomo molto coraggioso che fa di tutto per aiutare i compagni in difficoltà e mantiene fede alla promesse passate, mentre Banner è per certi versi simile, ma non possiede la sicurezza di John. Altra importante differenza fra i due e che Bruce cerca una cura per il mostro dentro di sé, mentre John cerca di sfruttarlo per proteggere l'umanità dalla minaccia di mostri ed entità nemiche.
Come Emil Blonsky (alias Abominio), anche John è in grado di controllare il mostro dopo ogni trasformazione e di mantenere inalterate le sue capacità mentali. Questa può avvenire in due diversi modi:
- Quando John manifesta rabbia, frustrazione e paura si trasforma in Hulk 2099 automaticamente.
- Quando John decide di trasformarsi a suo piacimento in Hulk 2099

## Poteri e abilità
Hulk 2099 è tra i personaggi più potenti dell'Universo Marvel. Come la sua controparte classica, anche Hulk 2099 dispone di una forza spaventosa che si incrementa più si arrabbia.
La forza fisica di Hulk 2099 può crescere senza limite e non è pertanto calcolabile. Come la sua controparte classica, anche Hulk 2099 è in grado di sostenere un peso elevato, precisamente di 140 tonnellate. Inoltre, Hulk 2099 dispone di un elevato livello di velocità e resistenza e, come l'Hulk classico, possiede un fattore rigenerante e la capacità di spiccare salti di migliaia di miglia ciascuno.
Eisenhart, a differenza di Bruce Banner, è in grado di controllare perfettamente le trasformazioni in Hulk 2099 e di mantenere intatte le sue capacità psichiche, anche se comunque sia lui che Hulk 2099 sono due esseri completamente diversi, ognuno dei quali con diversa personalità.
Conserva l'intelligenza del suo alter ego umano ed è praticamente indistruttibile. Afferma di sentirsi vivo solo quando combatte. Possiede inoltre degli artigli e delle zanne in grado di tagliare persino l'acciaio.